# 春祿戰役
春祿戰役，（越南语：／）是越南戰爭後期的最後一場戰鬥，在1975年4月，北越的越南人民軍對南越展開的春季攻勢其中一場重要戰鬥，也是越戰最後一場大規模戰役之一。該戰役是關乎南越命運的事件，因為欲向西貢進發的越南人民軍將春祿視為南越首都圈東邊的重要目標。南越的越南共和國軍第18師在師長黎明島率領下與人民軍進行了殊死搏鬥，而人民軍投入了超過3萬人和數次猛烈砲擊。在經過2週苦戰後，儘管北越軍在南越的頑強抵抗下損失了眾多士兵與坦克，但依然在南越軍撤退後佔領春祿。
春祿的失守象徵著通往邊和和西貢方向的道路從此門戶大開。而南越總統阮文紹也因首都圈的防衛漏洞而辭職下台，飛往台灣。

## 外部連結
- Battle of Xuan Loc （页面存档备份，存于）
- Web site of Veterans of the 18th Division/ARVN （页面存档备份，存于）
- Doccumentary video of the battle where the ARVN General was interviewed. （页面存档备份，存于）